# Jesper Håkansson
Jesper Håkansson (født 14. august 1981) er en dansk fodboldspiller og -træner, som senest var træner for FC Roskilde.
I foråret 2009 skiftede han til barndomsklubben BK Frem på en 3-årig kontrakt, efter at have spillet for 8 forskellige klubber i 4 forskellige lande i de 10 år han var væk fra klubben. Det blev kun til et kort ophold hos Valby klubben. Pga. klubbens dårlige økonomi blev alle spillerne fritstillet, og derfor kunne Håkansson frit skifte til AB i juni 2009.
Den 29. Juli 2010 valgte Håkansson at skifte til FC Roskilde.
Han har repræsenteret Danmark i 51 landskampe for forskellige ungdomslandshold under DBU.